# Festival de Cine de Sant Joan d'Alacant
El Festival de Cine de Sant Joan d'Alacant és un festival cinematogràfic fundat per l'Institut d'Educació Secundària Luis García Berlanga l'any 2001 i des d'aleshores organitzat amb l'Excm. Ajuntament de Sant Joan d'Alacant.
Des de 2016, el Festival de Cine de Sant Joan d'Alacant s'inclou entre la trentena de festivals de cinema nacionals seleccionats per l'Acadèmia de les Arts i les Ciències Cinematogràfiques d'Espanya com a festival col·laborador dels Premis Goya.
Així mateix, des de l'any 2016 el Festival ha estat reconegut per l'Associació de la Indústria del Curtmetratge (AIC) amb el seu certificat de qualitat.

## Història
Durant tots aquests anys, alumnes de l'IES Luis García Berlanga, situat en la pròpia localitat, han participat en l'organització del festival com a base de la seua formació professional. Per la seua part, l'Ajuntament de Sant Joan d'Alacant ha aportat el necessari perquè aquests joves pogueren tindre el seu primer contacte professional. Per això, i gràcies a tots dos organitzadors del projecte des de l'any 2001, el Festival de Cine de Sant Joan d'Alacant resulta únic en el panorama del País Valencià com a plataforma professional dels joves.
Juan Ramón Roca, professor i cap d'estudis de l'IES Berlanga, fundà i dirigí el certamen de curtmetratges fins a l'XI edició de 2011, en la qual cedí el seu lloc en la direcció al seu director adjunt, Javier Ballesteros, antic alumne de Roca, qui va començar la seua relació amb el festival participant en l'edició de 2007, com a realitzador i presentador de la Gala de Clausura d'aquell any. Més tard, el 2008, Ballesteros iniciaria un projecte annex al festival: la Filmoteca de Sant Joan d'Alacant, que compta ja amb multitud de cicles temàtics, textos i vídeos originals que han fomentat l'interès per l'art cinematogràfic al llarg de més de 10 anys.
L'èxit de la Filmoteca va fer que Roca confiara a Ballesteros la direcció adjunta del festival de curtmetratges des de 2009 fins a 2011, per seguir respectant, de forma conjunta, les mateixes sinergies culturals i educatives com a principis fonamentals a seguir.
L'any 2011, després de l'XI edició, Juan Ramón Roca cedeix el seu càrrec en la direcció a Javier Ballesteros a causa de la seua joventut, el seu alt compromís de creixement i la seua formació cinematogràfica i professional. Ballesteros assumeix la direcció i prepara la XII edició de 2012 amb canvis estratègics de logística i criteri, de manera que va nomenar un nou comitè de selecció compost per Toni Cristóbal, Antonio Ruzafa i J. M. Trigueros. Al mateix temps es va compondre un nou jurat i es van potenciar les sinergies educatives.
Sota la nova direcció de Javier Ballesteros, i des de 2017, de Toni Cristóbal, s'ha batut de forma consecutiva el rècord de curtmetratges rebuts en cada nova edició: el 2012, es va rebre un màxim de 370 obres a concursar i el 2019, la xifra d'inscripcions superava el miler.
El Festival de Cine de Sant Joan d'Alacant és referència pel seu compromís amb el curtmetratge nacional, i es posiciona com un certamen que, des dels seus orígens, ha servit de plataforma de serveis per a la localitat i de descobriment de talents pertanyents a la indústria del cinema del nostre país.

## Premis

### Ficus d'Or Honorífic
Guardó amb el qual es distingeix el treball realitzat per personalitats rellevants en la història del Festival de Cinema Sant Joan d'Alacant i/o del panorama cinematogràfic nacional, que el festival concedeix des de 2012.
- 2021 - José Quetglas
- 2019 - Manuel Galiana[9]
- 2018 - Javier Ballesteros
- 2017 - Mariano Sánchez Soler[10]
- 2016 - Paco Huesca García
- 2015 - Antonio Dopazo
- 2014 - Fernando Esteso
- 2013 - Luis Ivars (ex aequo amb la Societat Musical LA PAZ de Sant Joan de Alacant)
- 2012 - Juan Ramón Roca

### Ficus d'Or "Sant Joan d'Alacant"
Guardó amb el qual es distingeix al millor curtmetratge de la Secció Oficial (2010 - 2020).
- 2021 - Europa de Lucas del Fresno
- 2020 - Gastos incluidos de Javier Macipe
- 2019 - Ato San Nen de Pedro Collantes
- 2018 - Domesticado de Juan Francisco Viruega
- 2017 - Vampiro de Álex Montoya
- 2016 - Titán de Álvaro González
- 2015 - Os meninos do rio de Javier Macipe
- 2014 - Foley Artist de Toni Bestard
- 2013 - Mi ojo derecho de Josecho de Linares
- 2012 - Postales desde la luna de Juan Francisco Viruega
- 2011 - El orden de las cosas de César i José Esteban Alenda
- 2010 - Di me que yo de Mateo Gil

### Ficus de Plata "Cultura Sant Joan"
Guardó amb el qual es distingeix al millor curtmetratge d'animació des de 2020.
- 2021 - Mad in Xpain de Coke Ribóo
- 2020 - Las Niñas terribles de David Orellana

### Ficus de Plata "Norma 10"
Guardó amb el qual es distingeix al millor curtmetratge d'animació (2010 - 2019).
- 2019 - La Noria de Carlos Baena
- 2018 - Colores de Arly Jones y Sami Natsheh
- 2017 - Decorado de Alberto Vázquez
- 2016 - Aaran de Jorge Dayas
- 2015 - Tempo Inverso de Gregorio Muro y Mikel Muro
- 2014 - Bitseller de Juanma Sánchez Cervantes
- 2013 - Fuga de Juan Antonio Espigares
- 2012 - Ella de Juan Montes de Oca
- 2011 - Vicenta de Sam Ortí Martí
- 2010 - La sombra del bambú de Francisco Antonio Peinado

### Ficus de Plata "Universidad Miguel Hernández"
Guardó amb el qual es distingeix al millor curtmetratge realitzat per alumnes d'Escoles de Cinema i Universitats de tot Espanya (2010 - 2025).
- 2021 - La hoguera de Carlos Saiz (EFTI – Centro Internacional de Fotografía y Cine)
- 2020 - Preludi d'Adrià Guxens (Escola Superior de Cinema i Audiovisuals de Catalunya | ESCAC))
- 2019 - No me despertéis de Sara Fantova (Escola Superior de Cinema i Audiovisuals de Catalunya | ESCAC)
- 2018 - Fragmentos del Rey desmembrado d'Alejandro Miñarro (Escola: Bande à Part)
- 2017 - Timelapse de Aleix Castro (Escola: Bande à Part)
- 2016 - Xiaojing y los muros de Barcelona d'Ellina Kozulina (Escola: Bande à Part)
- 2015 - A perro flaco de Laura Ferrés (Escola:  ESCAC))
- 2014 - Última sesión de Ignacio Fuentes (Escola: Ciudad de la Luz)
- 2013 - Silencios de Toni Sánchez (Escola: Ciudad de la Luz)
- 2012 - Elefantes sobre una telaraña de Jorge Lareau (Escola: ESCAC)
- 2011 - Sin palabras de Bel Armenteros (Escola: ECAM)
- 2010 - Los planes de Cecilia de Belén Gómez (Escola: ECAM)

### Ficus de Plata "Nos movemos"
Guardó amb el qual es distingeix al millor curtmetratge de temàtica social des de 2016.
- 2021 - El monstruo invisible de Javier y Guillermo Fesser
- 2020 - 16 de decembro d'Álvaro Gago
- 2019 - Tahrib de Gerard Vidal Cortés
- 2018 - Cerdita de Carlota Pereda
- 2017 - The Fourth Kingdom d'Adán Aliaga i Àlex Lora
- 2016 - 5 segundos de David González Rudiez

### Ficus de Plata "AMANDO BELTRÁN - AMPA IES Luis García Berlanga" (extint)
Guardó amb el qual es distingia al millor curtmetratge realitzat per alumnes de l'IES Luis García Berlanga (2010 - 2016)
- 2016 - (Declarat desert pel Jurat)
- 2015 - The yellow wallpaper d'Alejandro Asensi
- 2014 - Endulzarse d'Alejandro Pastor Molina i Tamara Vázquez Guilló
- 2013 - Carne... de Javier Vallejo
- 2012 - Alone in the dark d'Alejandro Moreno Selma
- 2011 - Despertar d'Enrique Pérez Martínez
- 2010 - Casa cerrada de Rafael Gambín

### Ficus de Plata al millor curtmetratge de la Comunitat Valenciana (extint)
Guardó amb el qual es distingia al millor curtmetratge realitzat per cineastes de la Comunitat Valenciana (2010 - 2012).
- 2012 - La victoria de Úrsula de Julio Martí y Nacho Ruipérez
- 2011 - Algo queda de Ana Lorenz
- 2010 - La rubia de Pinos Puente de Vicente Villanueva

### Ficus de Plata a la millor actriu (extint)
Guardó amb el qual es distingia a la millor interpretació femenina (2010 - 2017).
- 2017 - Irene Anula per Vampiro
- 2016 - Marta Larralde per Restart
- 2015 - Rosa Belén Ardid per La buena fe
- 2014 - Olaya Martín per Soy tan feliz
- 2013 - Gloria Muñoz per Ahora, no
- 2012 - Kyla Brown per Dicen
- 2011 - Manuela Vellés per El orden de las cosas
- 2010 - Rocío Monteagudo per La Tama

### Ficus de Plata al millor actor (extint)
Guardó amb el qual es distingia a la millor interpretació masculina (2010 - 2017).
- 2017 - Jorge Cabrera per Vampiro
- 2016 - Patrick Criado per El aspirante
- 2015 - Luis Bermejo per Todo un futuro juntos
- 2014 - Juli Mira per Última sesión
- 2013 - Iker Lastra per La verdadera revolución
- 2012 - (desert)
- 2011 - Nélson Landrieu per El tango del Cóndor

### Ficus de Plata a la millor interpretació
Guardó amb el qual es distingeix a la millor interpretació (masculina o femenina) des de 2018.
- 2021 - Manuel Solo por A la cara
- 2020 - Luisa Gavasa per María
- 2019 - Susana Alcántara per Mujer sin hijo
- 2018 - Nacho Sánchez per Domesticado

### Ficus de Plata al millor guió
Guardó amb el qual es distingeix al millor guió des de 2014.
- 2021 - Belén Sánchez-Arévalo y Javier Marco por A la cara
- 2020 - Javier Macipe i David Manjón por Gastos incluidos
- 2019 - Carlos Villafaina per Gusanos de seda
- 2018 - Rodrigo Sorogoyen per Madre
- 2017 - Ray Loriga per Vernon Walks
- 2016 - Jaime Valdueza per Burned
- 2015 - Aitor Arregi i Jose Mari Goenaga per Zarautzen erosi zuen
- 2014 - Toni Bestard per Foley Artist

### Ficus de Plata a la millor direcció
Guardó amb el qual es distingeix a la millor direcció des de 2014.
- 2020 - Irene Moray per Suc de síndria
- 2019 - Marta Aledo per Seattle
- 2018 - Pau Teixidor per Cunetas
- 2017 - Eugenio Recuenco per Manuscrit trouvé dans l'Oubli
- 2016 - Javier Chillon per They Will All Die In Space
- 2015 - Begoña Soler per La buena fe
- 2014 - Carles Torrens per Sequence